# Chyczewo
Chyczewo – wieś sołecka w Polsce położona w województwie mazowieckim, w powiecie płońskim, w gminie Raciąż.
W latach 1975–1998 miejscowość administracyjnie należała do województwa ciechanowskiego. Wierni Kościoła rzymskokatolickiego należą do parafii św. Małgorzaty w Gralewie.

## Historia
Pierwsze publikacje na temat Chyczewa pochodzą z XV wieku i dotyczą admisji notarialnych Bernarda z Chyczewa (1492) oraz Wojciecha z Chyczewa (1472). Chyczewo było wioską szlachecką, gniazdem rodów Chyczewskich h. Chrynicki oraz Chyczewskich h. Korczak. Szlachta z Chyczewa zaczęła posługiwać się nazwiskiem Chyczewski w XVI wieku.
Ze szlachty z Chyczewa pochodzili między innymi Feliks Chyczewski, podczaszy płocki, sprawujący urząd w pierwszej połowie XVI wieku, Kazimierz Chyczewski, burgrabia płocki w XVII wieku oraz Marcin Chyczewski, biskup włocławski w latach 1789–1796 (wymienieni w herbarzu Adama Bonieckiego).